# Stora Vaggetjärnen
Stora Vaggetjärnen är en sjö i Bollebygds kommun i Västergötland och ingår i Göta älvs huvudavrinningsområde.